# بنجامين إيد ويلر
بنجامين إيد ويلر (بالإنجليزية: Benjamin Ide Wheeler)‏ هو عالم لغوي كلاسيكي وأستاذ جامعي أمريكي، ولد في 15 يوليو 1854 في راندولف في الولايات المتحدة، وتوفي في 2 مايو 1927 في فيينا في النمسا.